# Sukhoi Su-37
Il Sukhoi Su-37 (nome in codice NATO "Flanker-F") (Chiamato anche: "Terminator") è un aereo da caccia multiruolo russo, ultima evoluzione del caccia russo Su-27.

## Storia del progetto
Il velivolo venne progettato e sviluppato sotto la direzione dell'ingegnere Vladimir Konokhov. Venne completato nel 1993 ed eseguì il primo volo dimostrativo tre anni dopo nell'esibizione aerea di Farnborough nel 1996; secondo le ultime notizie il progetto sarebbe stato definitivamente abbandonato in favore del Su-35 e del Su 33

## Tecnica
Il progetto iniziale prevedeva un solo motore della Tumanskij da 18 360 kg di spinta vettoriale massima al posto dei due motori AL-37. Tuttavia si è poi preferita la configurazione classica della famiglia del Su-27.
Il sistema di propulsione a "vettore di spinta direzionabile" è unico nel suo genere: ugelli mobili consentono di dirigere in modo indipendente l'azione di ogni motore lungo il solo asse di beccheggio, anche se pare fosse in progettazione un controllo sull'asse di imbardata. Tale anatomia permette al velivolo di eseguire manovre "classiche", senza utilizzare le superfici mobili aerodinamiche ma sfruttando il solo effetto della direzionalità dei motori, e manovre "meno classiche" come il "Cobra di Pugachev".
È in grado di eseguire anche manovre prima d'ora inconcepibili, come il Chakra di Frolov, più conosciuto in occidente come "Kulbit": durante tale evoluzione il Su-37 impenna portando il suo angolo d'attacco (AoA) sino a 130º; dopodiché con la spinta dei motori continua ad aumentare l'AoA fino a compiere una rotazione completa. In pratica l'aereo ruota su sé stesso. La velocità di ingresso in manovra è di circa 600 km/h, quella di uscita 350 km/h. Si tratta di dati eccezionali che fanno pensare ad una svolta nell'evoluzione degli aerei da combattimento.
Il Su-37 è un ulteriore sviluppo del Su-35 (i soli due Su-37 esistenti sono dei Su-35 ridenominati e modificati), ma per ora non ha ancora trovato il pieno interesse dell'Aviazione russa, più che soddisfatta dal Su-35 e con già gravi difficoltà finanziarie per l'introduzione della famiglia di velivoli derivati dal Su-27.
Su-30 mkk/mkm in tempi recenti pare abbia beneficiato della tecnologia messa a punto per l'SU-37.

## Galleria d'immagini

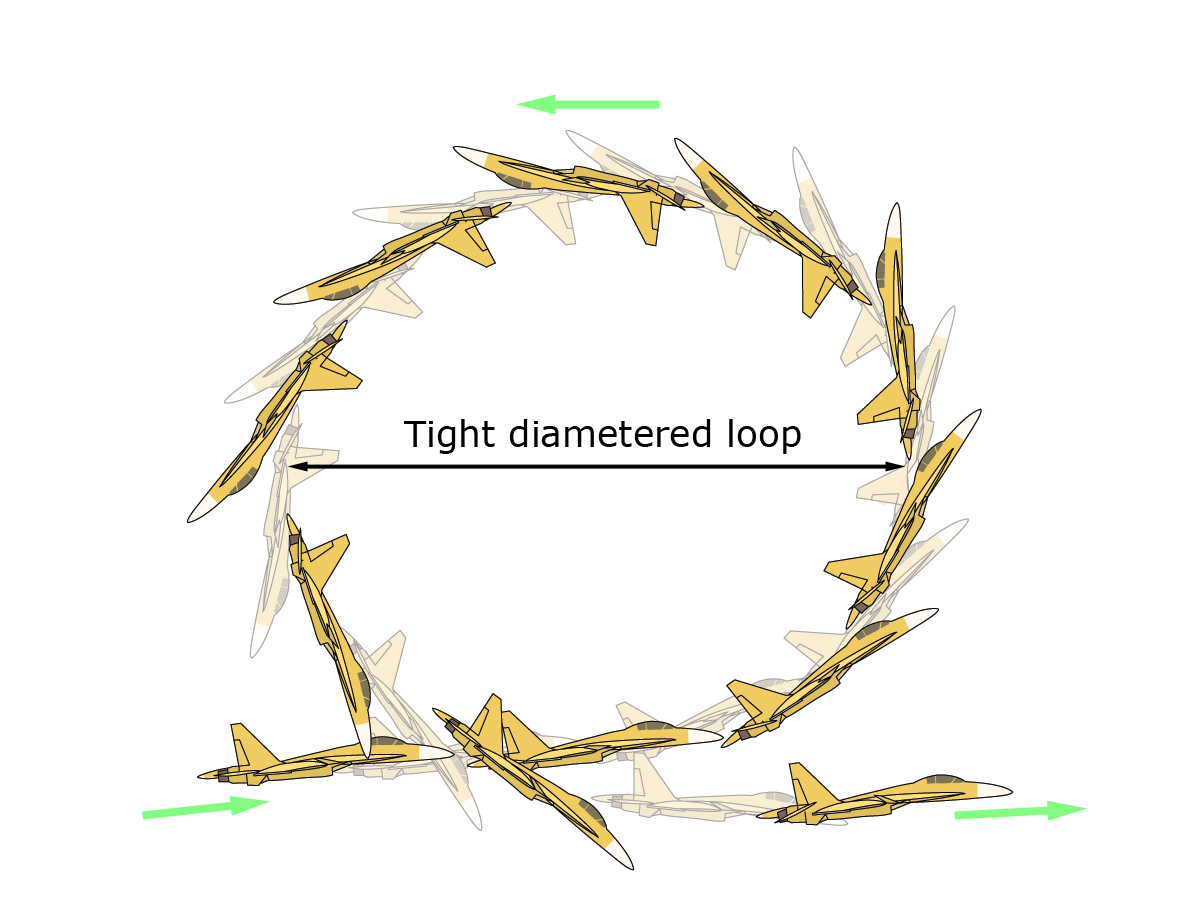
Schema della manovra Kulbit eseguibile dal Terminator
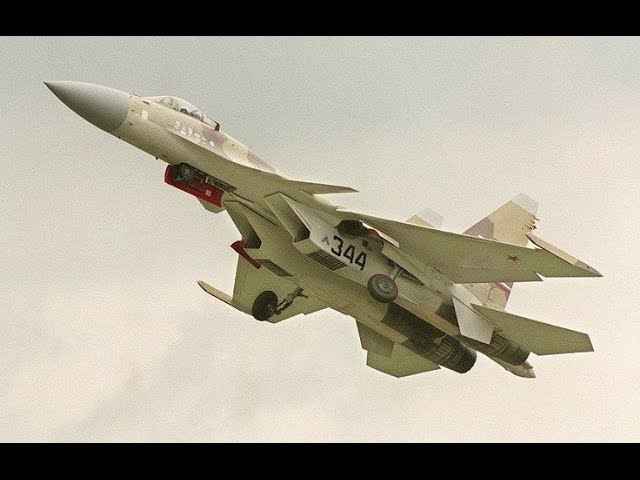
Sukhoi Su-37 taking off

## Il Su-37 nella cultura di massa
Il Su-37 compare nel film Stealth - Arma suprema, mentre cerca di distruggere 2 velivoli stealth.